# Ліведя
Ліведя (рум. Livedea) — село у повіті Яломіца в Румунії. Входить до складу комуни Сінешть.
Село розташоване на відстані 31 км на північний схід від Бухареста, 74 км на захід від Слобозії, 134 км на південний схід від Брашова.

## Населення
За даними перепису населення 2002 року у селі проживали 89 осіб, усі — румуни. Усі жителі села рідною мовою назвали румунську.